# Fort Lapin (bier)
Fort Lapin is een Belgisch bier van hoge gisting.
Het bier wordt sinds 2011 gebrouwen in Brouwerij Fort Lapin te Brugge. Het bier zowel als de brouwerij is vernoemd naar de buurt Fort Lapin waarin de brouwerij zich bevindt.

## Varianten

### Oorspronkelijke bieren
- Fort Lapin Tripel (aanvankelijk Fort Lapin 8), goudblond bier, type tripel met een alcoholpercentage van 8%
- Fort Lapin Quadrupel (aanvankelijk Fort Lapin 10), bruin bier, type quadrupel met een alcoholpercentage van 10%

### Latere varianten
- Fort Lapin Summer Sour - 4,7%
- Fort Lapin De Witte van Brugge - 5%
- Fort Lapin Blanche - 5%
- Fort Lapin Kriek - 5%
- Fort Lapin Dubbel - 6%
- Fort Lapin Hoplapin - 6%
- Fort Lapin Chocolate Stout - 6%
- Fort Lapin Rouge - 6,5%
- Fort Lapin Snowlapin - 9%

### Stopgezette varianten
- Fort Lapin Hibiscus - 6%, roodbruine variant (2013 - ?)